# 小行星9927
小行星9927（英語：9927 Tyutchev）是一颗围绕太阳公转的小行星。1981年10月3日，天文学家柳德米拉·卡拉季奇在纳昂切尼奇发现了此天体。
这颗小行星的绝对星等为89.579160421289等。